# João II de Gabélia
João II de Gabélia (em armênio/arménio: Հովհաննես Բ Գաբեղենցի; m. 576) foi um católico da Igreja Apostólica Armênia de 557 a 576.

## História
João era originário da vila de Siuno-Ceguno, no cantão de Gabélia, na província histórica de Airarate. Aparece pela primeira vez em 557, quando sucede Narses II no trono catolical. Em 571, o marzobã Surena erigiu templo de fogo zoroastrista em Dúbio, a capital do país, provocando uma rebelião liderada por Vardanes III Mamicônio e apoiada de João.
Em 572, Dúbio foi tomada pelos persas, e Vardanes e João se refugiaram em solo grego, onde buscam ajuda do imperador Justino II (r. 565–578). Ele aceitou ajudá-los na condição de que os armênios aceitassem novamente os cânones do Concílio da Calcedônia. Dúbio foi retomada no mesmo ano e João retornou à Armênia. Em 575, quando um armistício foi selado, a Armênia voltou ao controle persa e Vardanes e João foram obrigados a se assentar na Anatólia Ocidental. João faleceu em 576 e foi sucedido por Moisés II.